# 8 (nombre)
Pour les articles homonymes, voir Huit (homonymie).
« Huit » redirige ici. Cet article concerne le nombre 8. Pour l'année, voir 8.
Ne doit pas être confondu avec 8 (chiffre).
8 (huit) est l'entier naturel qui suit 7 et qui précède 9.
Le préfixe du Système international pour 1 0008 est yotta (Y), et pour son inverse yocto (y).

## En mathématiques
- « 8 » est un nombre composé, ses diviseurs propres sont 1, 2, et 4. C'est une puissance de deux 23, ou 2 élevé au cube, c'est aussi le troisième nombre puissant. C'est un cube parfait (23 = 8) et le produit des 3 premières puissances de 2 (20×21×22 = 8).
- « 8 » est la base du système octal, qui est principalement utilisé avec les ordinateurs. En octal, un chiffre représente trois bits. En informatique, un groupe de 8 bits constitue un octet.
- « 8 » est un nombre de Fibonacci, il est la somme des deux nombres 3 et 5. Le nombre de Fibonacci suivant est 13.
- « 8 » est le plus petit nombre composé brésilien car 8 = 223.

Un polygone de huit côtés est un octogone. Les nombres figurés représentant les octogones (incluant huit) sont appelés des nombres octogonaux. Un polyèdre de huit faces est un octaèdre. Les nombres figurés représentant un octaèdre sont appelés des nombres octaédriques.
Les nombres sphéniques ont toujours exactement huit diviseurs.
Il y a exactement cinq groupes d'ordre huit (à isomorphisme près).
8 est un nombre pyramidal heptagonal.
Les puissances entières successives de 8 sont : {\displaystyle 1,8,64,512,4096,32768...}

### Curiosité
{\displaystyle {\begin{array}{ll}1&\times 8+1=9\\12&\times 8+2=98\\123&\times 8+3=987\\1234&\times 8+4=9876\\12345&\times 8+5=98765\\123456&\times 8+6=987654\\1234567&\times 8+7=9876543\\12345678&\times 8+8=98765432\\123456789&\times 8+9=987654321\end{array}}}

### En système de numération
| Base                            | Système de numération           |      |
| ------------------------------- | ------------------------------- | ---- |
| 2                               | Binaire                         | 1000 |
| 3                               | base 3                          | 22   |
| 4                               | base 4                          | 20   |
| 5                               | base 5                          | 13   |
| 6                               | base 6                          | 12   |
| 7                               | base 7                          | 11   |
| 8                               | octal                           | 10   |
| Au-delà de 8 (base 10, base 16) | Au-delà de 8 (base 10, base 16) | 8    |

### 8 et base quinaire

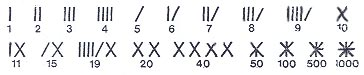
Numération tchouvache, avec 8 = 5+3

Dans de nombreuses langues du monde huit s'écrit sur la forme 5+3 ou 3+5 (système quinaire)
- en wolof : juroom ñatt (5+3) [1]
- en khmer: praim bei (5+3)[2]
- écriture romaine: VIII.

## Symbolique

### Culture chinoise
Huit (八, écriture formelle 捌, pinyin ba1) est considéré comme un nombre chanceux dans la culture chinoise car il sonne comme le mot « prospérité » (發 pinyin fa1) en cantonais. 
Lors des Jeux olympiques de Pékin, les organisateurs ont d'ailleurs voulu que la cérémonie d'ouverture ait lieu le 8 août 2008 à 20 heures et 8 minutes (08/08/08, 08:08). 
Le 8 est également très présent dans la vie courante, les prix promotionnels sont affichés avec des 8 ou arrondis avec des 8, comme ailleurs le 9. Les numéros de téléphone ou les plaques d'immatriculation comportant des 8 sont également valorisés.

### Bouddhisme
- Dans le bouddhisme, la Dharmacakra ou roue du dharma possède 8 rayons représentant les huit membres du Noble Chemin octuple.

### Judaïsme
Dans le judaïsme et la pensée juive, 8 (huit) représente la transcendance de l’univers physique, et le surnaturel. Il symbolise la transition de la temporalité à la transtemporalité, la connexion de l'immanence à la transcendance (au-delà, transtemporalité). Il possède un caractère de connexion et de construction de ponts car il relie le monde du 7 (le monde des 6 jours ouvrables avec le jour de repos du Shabbat de clôture le septième jour) avec le monde du 9 (le divin). Le chiffre huit possède également une qualité de perfectionnement : il rapproche deux mondes apparemment incompatibles grâce au mystérieux pouvoir de connexion de Dieu. 
« « Huit est considéré comme le nombre de l’infini. ... Si nous regardons le chiffre huit à la fois debout et couché, nous y reconnaissons une vibration harmonieuse ; c'est un mouvement qui, semblable à l'inspiration et à l'expiration constantes, définit, équilibre et intègre un centre intérieur dans son balancement entre deux pôles ». 
Il se retrouve ainsi dans nombre de célébrations :
- Brit milah, rite religieux (communément appelé « circoncision »), a lieu le huitième jour de vie d'un nouveau-né garçon, parce que 7 symbolise le monde et les jours de sa Création[5] ;
- Hanoucca, fête juive de huit jours de décembre, qui commence le 25e jour de Kislev[6]. Du premier au huitième jour, une nouvelle bougie est allumée sur la Hanoukkiah, le chandelier à huit branches principales - le neuvième bras du chandelier est appelé shamash (serviteur) et sert à allumer les huit autres lumières, ajoutant ainsi une lumière supplémentaire chaque jour des huit jours de la fête ;
- Chemini Atseret (hébreu : « huitième jour de l'assemblée »), fête juive d'une journée qui suit immédiatement la fête de sept jours de Souccot[7] .

Par ailleurs, huit personnes sont sauvées dans l'arche de Noé (Genèse 6:18).

### Christianisme
Dans le christianisme, les auteurs des écrits patristiques, notamment saint Jérôme ou saint Augustin, commentent le récit de la création de la Genèse en procédant par opposition entre le Shabbat et le jour du Seigneur (en), entre l'hebdomade (septième jour, dimanche, jour du repos) et l'ogdoade (le huitième jour qui est le vrai ou le second Shabbat). 
Ce huitième jour devient celui de la résurrection et de son symbole, la renaissance par le baptême, d'où la forme souvent octogonale du baptistère ou de la cuve baptismale.

### Autres
- Timothy Leary a identifié une hiérarchie de huit niveaux de conscience.

## Dans d’autres domaines

### Numérotation
- Années historiques : -8, 8, 1908 et 2008.
- Le numéro atomique de l'oxygène, un non-métal.
- Ligne 8
- 08 est le numéro du département français des Ardennes.
- Le numéro de l'autoroute française A8 qui part de La Fare-les-Oliviers pour atteindre l'Italie. Elle est appelée La provençale.
- Pièce de 8 réaux, monnaie de l'empire espagnol.

### Dénombrement
- Depuis août 2006, il existe officiellement huit planètes dans le système solaire.
- Le nombre de vitamines dans le groupe B.
- Toutes les araignées, et plus généralement tous les arachnides, ont huit pattes.
- Une pieuvre possède huit tentacules.
- Ogdoade d'Hermopolis.
- Le nombre de pointes sur la croix de l’ordre de Saint-Jean de Jérusalem, censées représenter les huit Béatitudes de l’Église catholique.
- Le deuxième nombre magique (physique).
- En économie et en politique, le groupe des huit (G8)
- Les Huit Principes de Yǒng, en calligraphie chinoise.
- Guerre des huit princes
- Le nombre d'années de mariage des noces de coquelicot.

### Fiction
- 8 est un film de fiction, réunissant huit courts métrages, et traitant des Objectifs du millénaire pour le développement.
- 8 Mile est un film américain réalisé par Curtis Hanson, sorti en 2002. La vedette principale du film est le célèbre rappeur Eminem, du parcours duquel le film s’inspire largement.
- 8 millimètres, un film américain de  Joel Schumacher sorti en 1999 et retraçant une enquête sur les snuff movies.
- Huit est un nombre clé sur le Disque-monde.
  - Huit ne doit pas être prononcé par un mage du Disque-monde dans une zone non protégée. Il est également le nombre de Bel-Shamharoth, un habitant probable de la Basse-Fosse.
  - L’octarine est la huitième couleur du spectre solaire discal.
  - L’octidi est le huitième jour d’une semaine discale.

### Terminologie
- En musique, une octave est un intervalle de 6 tons, qui donne la même note d'une fréquence deux fois plus élevée.
- Il existe huit musiciens dans un octuor.
- Huit bébés nés ensemble au même moment sont appelés des octuplés.

### Sports
- Le huit est une forme géométrique, souvent utilisée dans les sports, tel que le skateboard ou le patinage.
- La boule 8 du billard américain est la plus importante. Les boules numéro 8 sont souvent vendues comme matériel de prédiction sous le nom de Magic 8-Ball.
- Au baseball, huit représente la position du champ centre.
- Aux échecs, l'échiquier est constitué de 8 × 8 cases et chaque camp possède huit pions ; voir aussi puzzle des huit reines
- En aviron (sport), le huit est le nom de l'embarcation qui sollicite 8 rameurs et un barreur.
- En rugby à XV, c'est le numéro du troisième ligne centre.
- La plupart des rencontres de combat libre a lieu dans une cage grillagée en forme d'octogone régulier.

### Divers
- Baliqiao (en mandarin 八里桥, pinyin Bālǐqiáo, anciennement transcrit Palikao) est un pont qui a également donné son nom à une banlieue de Pékin situé entre les districts de Chaoyang et de Thongzou. Baliqiao signifie « le pont des huit lis (4 600 m) ». Ce pont est en effet situé exactement à huit lis de la Cité interdite.
- 8 Foot Sativa, groupe de metal néo-zélandais formé en 1998.
- Un modèle de voiture de la marque Renault.